# Coppa del Mondo di sci d'erba 2012

## Competizioni

### Gare maschili
| Data             | Località     | Nazione   | Tipo | Primo classificato       | Secondo classificato                              | Terzo classificato        |
| ---------------- | ------------ | --------- | ---- | ------------------------ | ------------------------------------------------- | ------------------------- |
| 23 giugno 2012   | Trieste      | Italia    | SP   | Jan Nemec Rep. Ceca      | Edoardo Frau Italia                               | Michael Stocker Austria   |
| 24 giugno 2012   | Trieste      | Italia    | SP   | Jan Nemec Rep. Ceca      | Mirko Hüppi Svizzera                              | Edoardo Frau Italia       |
| 30 giugno 2012   | Marbachegg   | Svizzera  | GS   | Stefan Portmann Svizzera | Jan Nemec Rep. Ceca                               | Mirko Hüppi Svizzera      |
| 7 luglio 2012    | Předklášteří | Rep. Ceca | GS   | Edoardo Frau Italia      | Michael Stocker Austria                           | Jan Nemec Rep. Ceca       |
| 8 luglio 2012    | Předklášteří | Rep. Ceca | SL   | Jan Nemec Rep. Ceca      | Edoardo Frau Italia                               | Fausto Cerentin Italia    |
| 11 agosto 2012   | San Sicario  | Italia    | GS   | Jan Nemec Rep. Ceca      | Martin Stepanek Rep. Ceca                         | Michael Stocker Austria   |
| 12 agosto 2012   | San Sicario  | Italia    | SG   | Edoardo Frau Italia      | Jan Nemec Rep. Ceca                               | Martin Stepanek Rep. Ceca |
| 24 agosto 2012   | Dizin        | Iran      | GS   | Edoardo Frau Italia      | Stefan Portmann Svizzera                          | Domenic Senn Svizzera     |
| 25 agosto 2012   | Dizin        | Iran      | SG   | Jan Nemec Rep. Ceca      | Edoardo Frau Italia                               | Hossein Kalhor Iran       |
| 25 agosto 2012   | Dizin        | Iran      | SG   | Edoardo Frau Italia      | Michael Stocker/Stefan Portmann Austria/ Svizzera |                           |
| 1 settembre 2012 | Rettenbach   | Austria   | SL   | Edoardo Frau Italia      | Martin Stepanek Rep. Ceca                         | Michael Stocker Austria   |
| 2 settembre 2012 | Rettenbach   | Austria   | SC   | Edoardo Frau Italia      | Martin Stepanek Rep. Ceca                         | Fausto Cerentin Italia    |

Legenda:

SP = Slalom Sprint
SL = Slalom
SG = Super Gigante
GS = Gigante
SC = Super combinata

### Gare femminili
| Data             | Località     | Nazione   | Tipo | Primo classificato           | Secondo classificato         | Terzo classificato           |
| ---------------- | ------------ | --------- | ---- | ---------------------------- | ---------------------------- | ---------------------------- |
| 23 giugno 2012   | Trieste      | Italia    | SP   | Ilaria Sommavilla Italia     | Ingrid Hirschhofer Austria   | Magdalena Kotyzova Rep. Ceca |
| 24 giugno 2012   | Trieste      | Italia    | SP   | Ilaria Sommavilla Italia     | Ingrid Hirschhofer Austria   | Lisa Wusits Austria          |
| 30 giugno 2012   | Marbachegg   | Svizzera  | GS   | Ingrid Hirschhofer Austria   | Anna-Lena Portmann Germania  | Ilaria Sommavilla Italia     |
| 7 luglio 2012    | Předklášteří | Rep. Ceca | GS   | Ingrid Hirschhofer Austria   | Ilaria Sommavilla Italia     | Yukio Shintani Giappone      |
| 8 luglio 2012    | Předklášteří | Rep. Ceca | SL   | Yukiyo Shintani Giappone     | Ilaria Sommavilla Italia     | Ingrid Hirschhofer Austria   |
| 11 agosto 2012   | San Sicario  | Italia    | GS   | Veronika Cvaskova Slovacchia | Anna-Lena Portmann Germania  | Yukiyo Shintani Giappone     |
| 12 agosto 2012   | San Sicario  | Italia    | SG   | Anna-Lena Portmann Germania  | Yukiyo Shintani Giappone     | Adela Kettnerova Rep. Ceca   |
| 24 agosto 2012   | Dizin        | Iran      | GS   | Kristin Hetfleisch Austria   | Magdalena Kotyzova Rep. Ceca | Daniela Krückel Austria      |
| 25 agosto 2012   | Dizin        | Iran      | SG   | Kristin Hetfleisch Austria   | Daniela Krückel Austria      | Ilaria Sommavilla Italia     |
| 25 agosto 2012   | Dizin        | Iran      | SG   | Kristin Hetfleisch Austria   | Magdalena Kotyzova Rep. Ceca | Daniela Krückel Austria      |
| 1 settembre 2012 | Rettenbach   | Austria   | SL   | Ilaria Sommavilla Italia     | Anna-Lena Portmann Germania  | Petra Ivankova Rep. Ceca     |
| 2 settembre 2012 | Rettenbach   | Austria   | SC   | Kristin Hetfleisch Austria   | Ilaria Sommavilla Italia     | Petra Ivankova Rep. Ceca     |

Legenda:

SP = Slalom Sprint
SL = Slalom
SG = Super Gigante
GS = Gigante
SC = Super combinata

## Classifiche

### Generale uomini
| Pos. | Nome            | Nazione   | Totale |
| ---- | --------------- | --------- | ------ |
| 1    | Edoardo Frau    | Italia    | 1175   |
| 2    | Jan Nemec       | Rep. Ceca | 920    |
| 3    | Michael Stocker | Austria   | 781    |
| 4    | Stefan Portmann | Svizzera  | 702    |
| 5    | Martin Stepanek | Rep. Ceca | 637    |
| 6    | Domenic Senn    | Svizzera  | 576    |
| 7    | Lukas Kolouch   | Rep. Ceca | 489    |
| 8    | Mirko Hüppi     | Svizzera  | 300    |
| 9    | Patrick Menge   | Svizzera  | 264    |
| 10   | Hannes Angerer  | Austria   | 253    |

### Generale donne
| Pos. | Nome               | Nazione   | Totale |
| ---- | ------------------ | --------- | ------ |
| 1    | Ilaria Sommavilla  | Italia    | 895    |
| 2    | Kristin Hetfleisch | Austria   | 791    |
| 3    | Daniela Krückel    | Austria   | 703    |
| 4    | Ingrid Hirschhofer | Austria   | 665    |
| 5    | Magdalena Kotyzova | Rep. Ceca | 565    |
| 6    | Anna-Lena Portmann | Germania  | 525    |
| 7    | Yukiyo Shintani    | Giappone  | 450    |
| 8    | Petra Ivankova     | Rep. Ceca | 386    |
| 9    | Dominika Dudikova  | Rep. Ceca | 362    |
| 10   | Adela Kettnerova   | Rep. Ceca | 249    |